# Kim Jae-yup
Kim Jae-yup (17 de maio de 1965) é um judoca sul-coreano aposentado.
Aos 19 anos, Kim tornou-se vice-campeão na divisão peso leve (60 kg) nos Jogos Olímpicos de Verão de 1984, perdendo para Shinji Hosokawa do Japão, que era o campeão mundial em exercício, por ippon.
Três anos depois, Kim enfrentou Hosokawa novamente na final do Campeonato Mundial realizado em Essen, na Alemanha, e vingou a derrota, vencendo por ippon.
Nas Olimpíadas de Seul em 1988, Kim finalmente conquistou a medalha de ouro olímpica ao derrotar Kevin Asano dos Estados Unidos, dominando todas as lutas sem permitir nenhum ponto ao adversário.
Atualmente, ele atua como professor em tempo integral no Dong Seoul College na Coreia do Sul.